# GSTO2
La protéine GSTO2, ou glutathion S-transférase oméga 2, est une oxydoréductase et une transférase, codée chez l'homme par le gène GSTO2, situé sur le chromosome 10,. Elle est exprimée dans le cytoplasme des cellules de tous les types de tissus, mais plus particulièrement dans les testicules.
L'autre paralogue de cette enzyme chez l'homme est la glutathion S-transférase oméga 1, exprimée également dans tous les tissus, notamment dans le foie, les muscles squelettiques et le cœur. Ces enzymes sont présentes chez les mammifères, les insectes et les vers, chez qui elles réduisent l'acide déshydroascorbique et l'arséniate de méthyle CH3AsO3 à l'aide de glutathion. Elles jouent par conséquent un rôle important dans le recyclage de la vitamine C et dans la métabolisation des composés arséniés, et interviennent peut-être dans le cycle glutathion-ascorbate du métabolisme antioxydant.

## Documentation
- (en) D. L. White, D. Li, Z. Nurgalieva et H. B. El-Serag, « Genetic variants of glutathione S-transferase as possible risk factors for hepatocellular carcinoma: a HuGE systematic review and meta-analysis », American Journal of Epidemiology, vol. 167, no 4,‎ février 2008, p. 377–89 (PMID 18065725, DOI 10.1093/aje/kwm315)

- (en) J. A. Calarco, Y. Xing, M. Cáceres, J. P. Calarco, X. Xiao, Q. Pan, C. Lee, T. M. Preuss et B. J. Blencowe, « Global analysis of alternative splicing differences between humans and chimpanzees », Genes & Development, vol. 21, no 22,‎ novembre 2007, p. 2963–75 (PMID 17978102, PMCID 2049197, DOI 10.1101/gad.1606907)

- (en) J. L. Leite, E. C. Morari, F. Granja, G. M. Campos, A. C. Guilhen et L. S. Ward, « Influence of the glutathione s-transferase gene polymorphisms on the susceptibility to basal cell skin carcinoma », Revista Médica De Chile, vol. 135, no 3,‎ mars 2007, p. 301–6 (PMID 17505575, DOI 10.4067/s0034-98872007000300004)

- (en) A. D. Wahner, C. E. Glatt, J. M. Bronstein et B. Ritz, « Glutathione S-transferase mu, omega, pi, and theta class variants and smoking in Parkinson's disease », Neuroscience Letters, vol. 413, no 3,‎ février 2007, p. 274–8 (PMID 17194543, PMCID 1864949, DOI 10.1016/j.neulet.2006.11.053)

- (en) E. C. Morari, A. B. Lima, N. E. Bufalo, J. L. Leite, F. Granja et L. S. Ward, « Role of glutathione-S-transferase and codon 72 of P53 genotypes in epithelial ovarian cancer patients », Journal of Cancer Research and Clinical Oncology, vol. 132, no 8,‎ août 2006, p. 521–8 (PMID 16788846, DOI 10.1007/s00432-006-0099-3)

- (en) W. Pongstaporn, M. Rochanawutanon, S. Wilailak, V. Linasamita, S. Weerakiat et S. Petmitr, « Genetic alterations in chromosome 10q24.3 and glutathione S-transferase omega 2 gene polymorphism in ovarian cancer », Journal of Experimental & Clinical Cancer Research, vol. 25, no 1,‎ mars 2006, p. 107–14 (PMID 16761626)

- (en) S. B. Marahatta, P. Punyarit, V. Bhudisawasdi, A. Paupairoj, S. Wongkham et S. Petmitr, « Polymorphism of glutathione S-transferase omega gene and risk of cancer », Cancer Letters, vol. 236, no 2,‎ mai 2006, p. 276–81 (PMID 15992993, DOI 10.1016/j.canlet.2005.05.020)

- (en) L. Wang, J. Xu, C. Ji, S. Gu, Y. Lv, S. Li, Y. Xu, Y. Xie et Y. Mao, « Cloning, expression and characterization of human glutathione S-transferase Omega 2 », International Journal of Molecular Medicine, vol. 16, no 1,‎ juillet 2005, p. 19–27 (PMID 15942673, DOI 10.3892/ijmm.16.1.19)

- (en) A. Ozturk, P. P. Desai, R. L. Minster, S. T. Dekosky et M. I. Kamboh, « Three SNPs in the GSTO1, GSTO2 and PRSS11 genes on chromosome 10 are not associated with age-at-onset of Alzheimer's disease », Neurobiology of Aging, vol. 26, no 8,‎ 2005, p. 1161–5 (PMID 15917099, DOI 10.1016/j.neurobiolaging.2004.11.001)

- (en) A. K. Whitbread, G. D. Mellick, P. A. Silburn, D. G. Le Couteur et P. G. Board, « Glutathione transferase Omega class polymorphisms in Parkinson disease », Neurology, vol. 62, no 10,‎ mai 2004, p. 1910–1 (PMID 15159516, DOI 10.1212/01.wnl.0000125282.09308.b1)

- (en) L. Arning, P. Jagiello, S. Wieczorek, C. Saft, J. Andrich et J. T. Epplen, « Glutathione S-Transferase Omega 1 variation does not influence age at onset of Huntington's disease », BMC Medical Genetics, vol. 5,‎ mars 2004, p. 7 (PMID 15040808, PMCID 394327, DOI 10.1186/1471-2350-5-7)